# Saham Toney
Saham Toney est une paroisse civile et un village du Norfolk, en Angleterre.